# Município de Brown (condado de Paulding, Ohio)
Localização do Ohio nos E.U.A.
O município de Brown (em inglês: Brown Township) é um local localizado no condado de Paulding no estado estadounidense de Ohio. No ano 2010 tinha uma população de 2132 habitantes e uma densidade populacional de 21,87 pessoas por km².

## Geografia
O município de Brown encontra-se localizado nas coordenadas 41° 07′ 04″ N, 84° 23′ 25″ O. Segundo o Departamento do Censo dos Estados Unidos, o município tem uma superfície total de 97.49 km², da qual 96,14 km² correspondem a terra firme e (1,38 %) 1,34 km² é água.

## Demografia
Segundo o censo de 2010, tinha 2132 pessoas residindo no município de Brown. A densidade de população era de 21,87 hab./km².